# کالج وینچستر
کالج وینچستر (انگلیسی: Winchester College) یک مدرسه شبانه‌روزی مستقل برای پسران در بریتانیا است که در وینچستر همپشر واقع شده‌است.
این کالج در مکان فعلی خود برای بیش از ۶۰۰ سال وجود داشته و طولانی‌ترین تاریخ بدون وقفه هر مدرسه ای در انگلستان را دارا می‌باشد.